# Jude Ayodeji Arogundade

Wappen von Jude Ayodeji Arogundade

Jude Ayodeji Arogundade (* 2. Juni 1961 in Oka-Akoko, Bundesstaat Ondo, Nigeria) ist Bischof von Ondo. 

## Leben
Jude Ayodeji Arogundade empfing am 8. September 1990 die Priesterweihe.
Papst Benedikt XVI. ernannte ihn am 15. Februar 2010 zum Koadjutorbischof von Ondo. Die Bischofsweihe spendete ihm der Bischof von Ondo, Francis Folorunsho Clement Alonge, am 6. Mai desselben Jahres; Mitkonsekratoren waren Augustine Kasujja, Apostolischer Nuntius in Nigeria, und Felix Alaba Adeosin Job, Erzbischof von Ibadan. 
Nach der Emeritierung Francis Folorunsho Clement Alonges folgte er diesem am 26. November 2010 im Amt des Bischofs von Ondo nach.